# 瑞吉欧方法
瑞吉欧方法（Reggio Emilia Approach）是一种教育理念，专注于学前教育和小学教育。瑞吉欧方法為第二次世界大战后的意大利，洛里斯·马拉古齐和雷焦艾米利亚周围村庄的家長開始使用的一種教育方式。从战争的破坏中，当地家长们认识到，需要一种新的，快速的方法來教导子女。他们认为，正是在发展的最初几年，儿童构建他们的个体。于是创建了一套以尊重，责任和社会性的原则为基础，通过在有支持和丰富的环境中探索和发现，以儿童的兴趣为基础，通过自我指导的课程来实施的方案。